# Campsiura
Campsiura är ett släkte av skalbaggar. Campsiura ingår i familjen Cetoniidae.

## Dottertaxa tillCampsiura, i alfabetisk ordning[1]
- Campsiura abyssinica
- Campsiura angolensis
- Campsiura bilineata
- Campsiura camarunica
- Campsiura celebensis
- Campsiura circe
- Campsiura cognata
- Campsiura congoensis
- Campsiura exclamationis
- Campsiura feistmanteli
- Campsiura flavoguttata
- Campsiura gloriosa
- Campsiura graueri
- Campsiura insignis
- Campsiura javanica
- Campsiura kerleyi
- Campsiura lijingkei
- Campsiura lutescens
- Campsiura melanopus
- Campsiura mirabilis
- Campsiura nigripennis
- Campsiura oberthueri
- Campsiura ochraceipennis
- Campsiura omisiena
- Campsiura pavlae
- Campsiura reflexa
- Campsiura scutellaris
- Campsiura scutellata
- Campsiura superba
- Campsiura triguttulata
- Campsiura trivittata
- Campsiura xanthorrhina